# Geelnekdikbek
De geelnekdikbek (Mycerobas icterioides) is een zangvogel uit de familie Fringillidae (vinkachtigen).

## Verspreiding en leefgebied
Deze soort komt voor in de bergwouden van noordoostelijk Afghanistan tot centraal Nepal.